# Roan Mountain

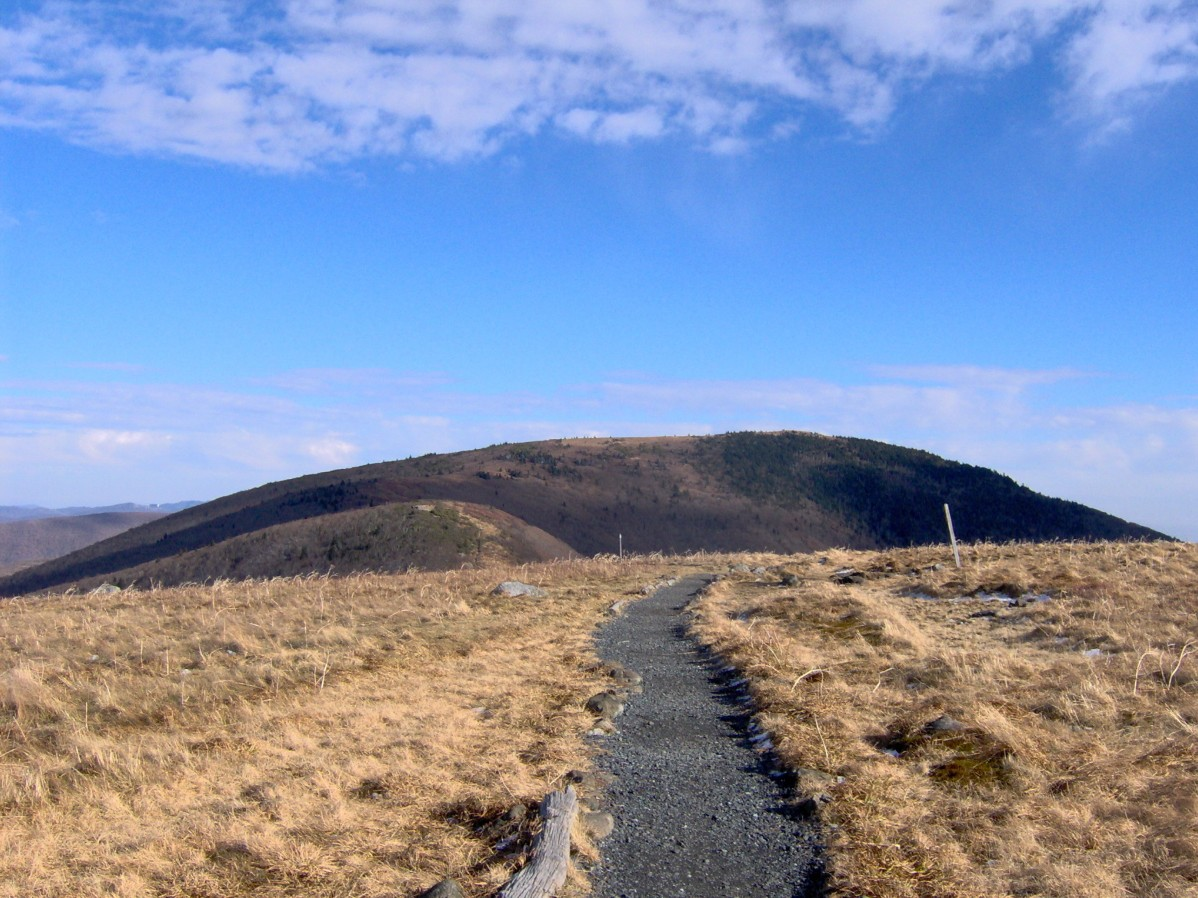
Der Appalachian Trail (im Vordergrund) überquert Round Bald, Jane Bald (links unten) und Grassy Ridge Bald in der Ferne sind zu erkennen.

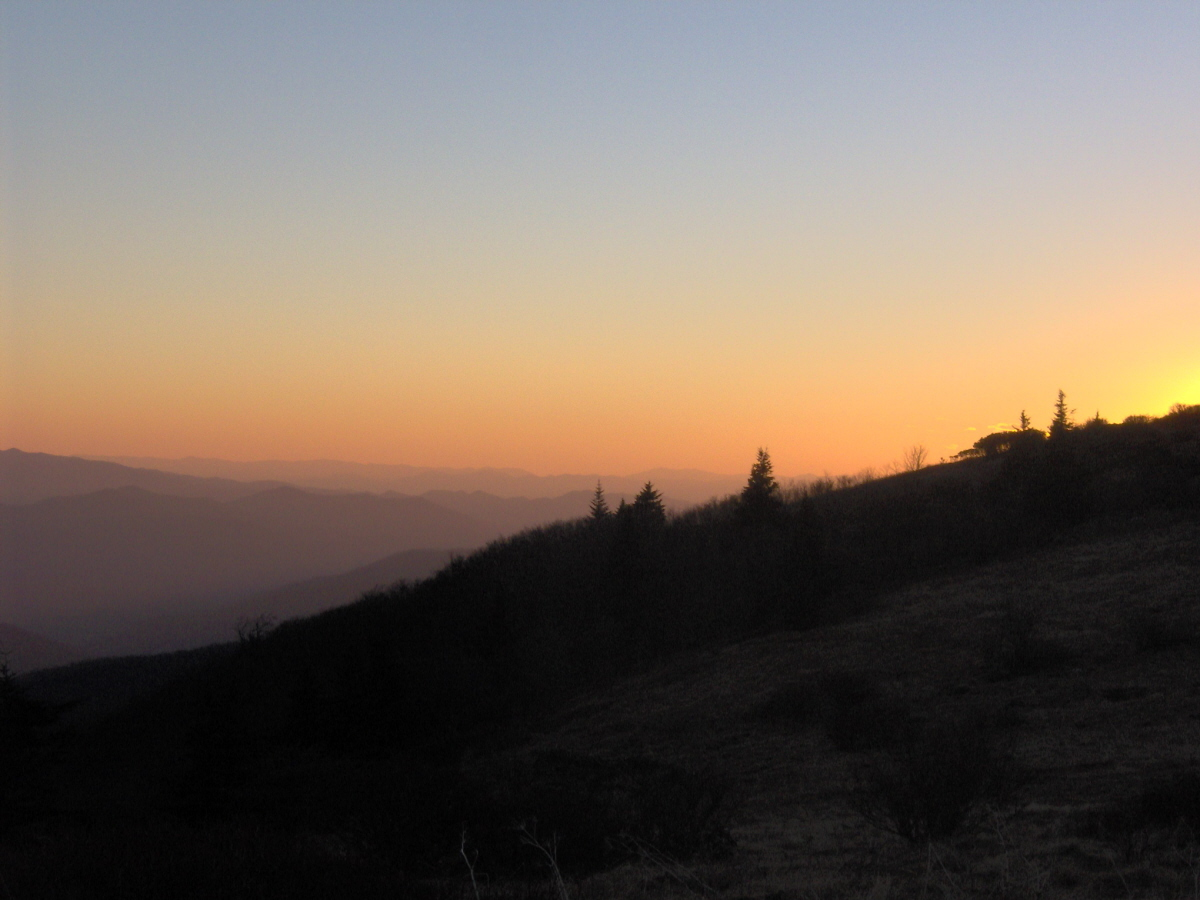
Sonnenuntergang über den Blue Ridge Mountains, gesehen von Grassy Ridge in südwestlicher Richtung.

Roan Mountain ist ein Berg in der Roan-Unake-Gebirgskette der südlichen Appalachen, die sich im Südosten der USA befinden. Der Berg ist eine der Haupttouristenattraktionen dieser Gegend, da er einen der am dichtesten bewachsenen Nadelwälder der südlichen Appalachen, das größte Rhododendron-Vorkommen der Welt und das längste Stück Graswiese der Appalachen beherbergt. Der Cherokee-Nationalforst und der Pisgah-Nationalforst treffen sich am höchsten Punkt des Berges. Der Roan Mountain State Park erstreckt sich über den Nordhang des Berges. Der Appalachian Trail führt über einen Großteil des Bergrückens und an der Roan High Knob-Schutzhütte vorbei, die die höchstgelegene Schutzhütte auf dem gesamten 2.174 Meilen langen Wanderweg ist.

## Gliederung
Roan Mountain stellt einen Großteil des Roan-Hochlandes dar, ein 20 Meilen langes Massiv, das sich von Big Rock Creek im Westen bis zur U.S. Route 19 im Osten erstreckt und an der Grenze zwischen Tennessee (Carter County) und North Carolina (Mitchell County) entlangführt. Die am Nordende gelegenen Berge Yellow Mountain und Hump Mountain sind ein Teil des Roan-Hochlandes, werden aber meist nicht zum Roan Mountain selbst gerechnet.
Roan Mountain besteht aus fünf Gipfeln und ist durch die Carver's Gap grob in zwei Abschnitte geteilt. Der erste Abschnitt – bestehend aus Roan High Bluff und Roan High Knob – liegt südlich von Carver's Gap und wird von einem dichten Nadelwald beherrscht. Dieser Teil des Roan Mountains sieht in etwas aus wie ein zweihöckeriges Kamel, wobei Roan High Bluff und Roan High Knob die beiden „Höcker“ darstellen. Tollhouse Gap liegt zwischen den beiden Gipfeln und beherbergt die weltgrößten Rhododendronwälder.
Der zweite Abschnitt – bekannt als Grassy Ridge – befindet sich nördlich von Carver's Gap und ist die längste Graswiese (grassy bald) in den Appalachen. Eine Graswiese (grassy bald) ist eine Art Hochlandwiese, die sich durch dichtes Gras und wenig Baumbestand auszeichnet. Grassy Ridge besteht aus den drei Gipfeln Round Bald, Jane Bald und Grassy Ridge Bald. Die kahle Graswiese erstreckt sich über alle drei Gipfel, ungefähr 7 Meilen und 4 km².
Nachdem der Appalachian Trail westwärts über Iron Mountain und Hughes Gap verläuft, erklimmt er den Nordhang des Roan Mountains bis Tollhouse Gap. Dort knickt der Wanderweg nach Osten ab und führt über Roan High Knob, Carver's Gap, Grassy Ridge, Yellow Mountain und Hump Mountain, bevor er zur US Route 19 und der Gegend um den White Rocks Mountain abfällt. In dem Bereich zwischen den Hängen des Old Black-Berges in den Great Smoky Mountains (150 Meilen südlich) bis zum Mount Washington in den White Mountains von New Hampshire (1.500 Meilen nördlich) ist Roan Mountain der einzige Punkt auf dem Appalachian Trail, der über die 6.000-feet-Marke führt.

## Gipfel auf Roan Mountain

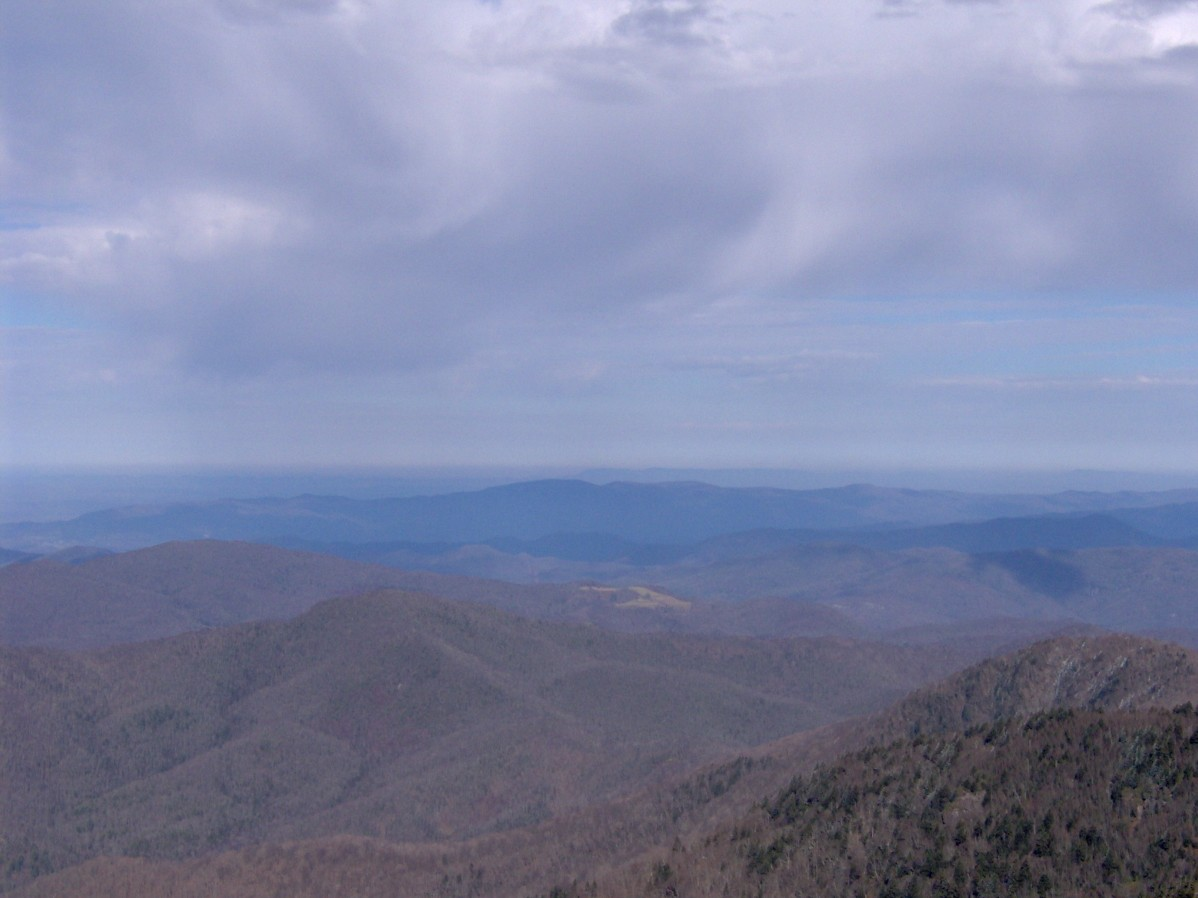
Der Blick nach Norden von Roan High Bluff.

Roan Mountain besteht aus fünf Gipfeln:
Roan High Bluff an der Westseite des Berges hat eine Höhe von 1.910 m und befindet sich komplett in North Carolina. Im Gegensatz zu seinem Schwestergipfel erhebt sich High Bluff steil und scharf zu seinem Gipfelpunkt, um dann auf der Nordseite rapide 300 Meter abzufallen. Der Gipfel des High Bluff ist für die Öffentlichkeit geschlossen, jedoch bietet die Beobachtungsplattform sechs Meter tiefer einen 180°-Blick des nordwestlichen Tals. Die Plattform ist zugänglich auf dem Cloudland Trail, der aus der Tollhouse Gap hinaufführt.
Roan High Knob ist der höchste Punkt auf Roan Mountain, da er zwischen Carver's Gap und Tollhouse Gap auf 1.916 m ansteigt. High Knob ist der höchste Punkt in Tennessee außerhalb der Great Smoky Mountains und der 17. höchste Berg in den östlichen USA. Der Appalachian Trail führt über den Westhang High Knobs, wobei ein gut markierter Seitenpfad zum Gipfel führt. Die Roan High Knob Schutzhütte befindet sich wenige Meter vom Gipfel.

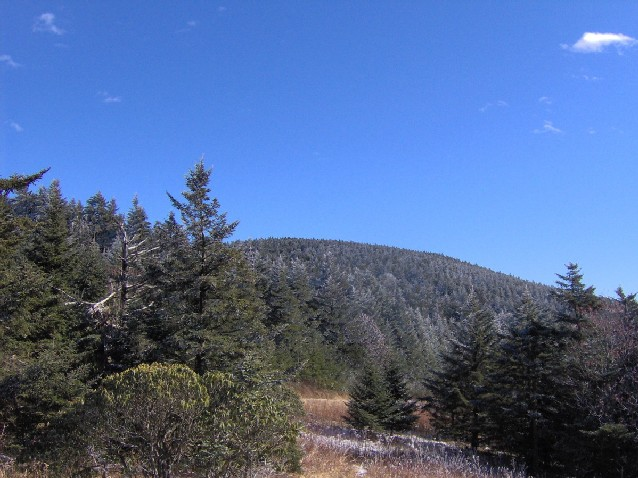
Roan High Knob, gesehen aus dem Osten von Tollhouse Gap.

Round Bald erhebt sich ungefähr in der Mitte des Roan Massivs am westlichen Ende of Grassy Ridge. Der Appalachian Trail, von dem man Carver's Gap überblicken kann, führt über den Gipfel, der eine Höhe von 1.775 m hat. Der Wanderweg folgt dem Verlauf der Staatengrenze entlang der spärlichen Baumgrenze am Nordwesthang, bevor er auf die kahlen Spitze zutage tritt, auf der sich ein panoramischer Blick anbietet.
Jane Bald ist eine kleine Anhöhe zwischen Round Bald und Grassy Ridge Bald mit einer Höhe von 1.773 m. Eine einheimische Sage schreibt den Namen einer Frau namens Jane zu, die bei der Überquerung des Berges an einer Lebensmittelvergiftung starb. Der kahle Bereich auf Jane Bald ist unbeständiger als die seiner beiden Nachbarn und teilweise von Rhododendron bewachsen. Der Staatengrenze weiter folgend, führt der Appalachian Trail auch über diesen Gipfel.

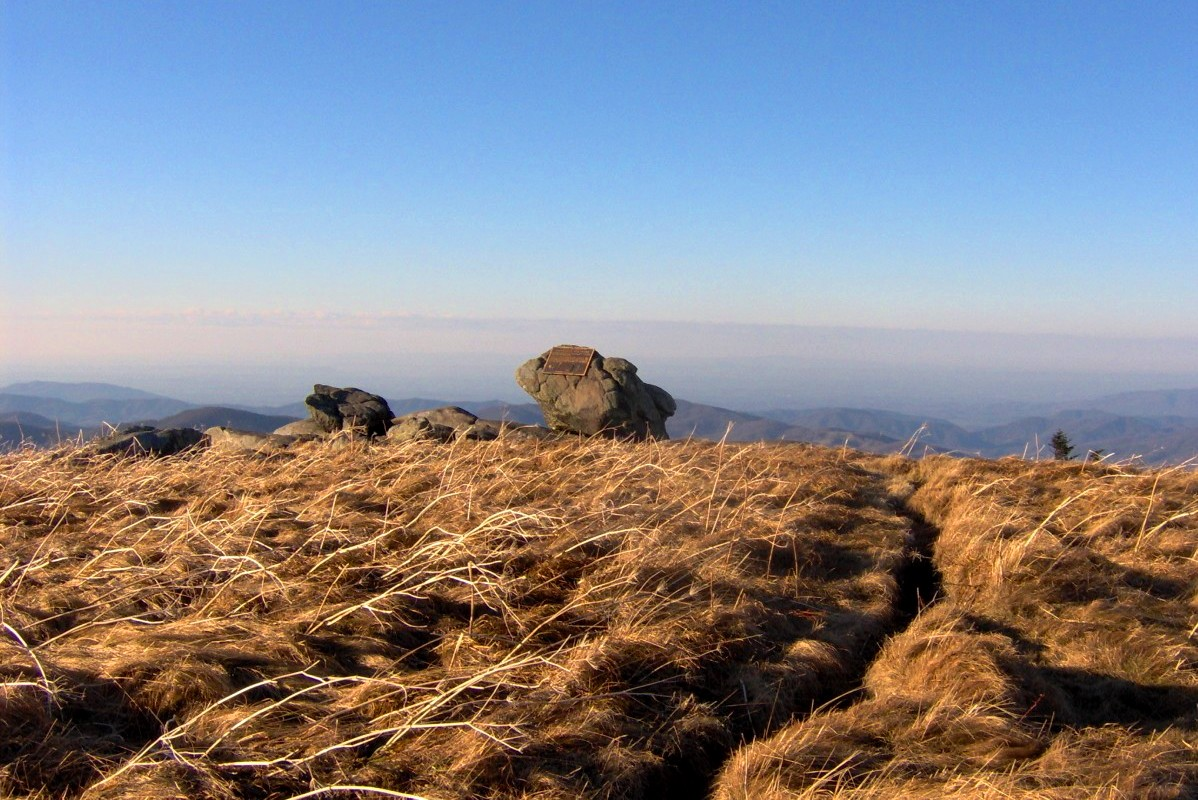
Der Blick vom Gipfel von Grassy Ridge Bald nach Norden.

Grassy Ridge Bald dominiert die Mitte von Grassy Ridge mit einer Höhe von 1.886 m. Mit dieser Höhe ist es auch eine der höchsten kahlen Graswiesen (grassy balds) in den Appalachen (Black Balsam Knob, südwestlich von Asheville, ist wenige Meter größer). Der kahle Bereich an der Spitze des Berges erstreckt sich über mehrere hundert Hektar und wird nur doch kleinen Gruppen von Gesträuch und Bäumen unterbrochen. Der Appalachian Trail verläuft über den Nordhang des Berges, jedoch führen zahlreiche Seitenpfade (meistens markiert) zum Gipfel, der mit einem Steinhaufen und einer bronzenen Plakette verzieht ist. Die Plakette ist einem lokalen Hochlandbauer namens Cornelius Rex Peake gewidmet. Auch auf diesem Gipfel, der sich fast komplett in North Carolina befindet, bietet sich dem Wanderer ein Panoramablick, wobei Grandfather Mountain im Osten deutlich erkennbar und Black Mountains im Süden sichtbar sind.
Yellow Mountain und Hump Mountain, am Nordende des Roan-Hochlandes, sind 1652 m und 1703 m hoch und werden beide vom Appalachian Trail überquert.

## Geologie
Unter den ältesten Gesteinen, aus denen Roan Mountain besteht, befindet sich eine Art metamorphes Gestein, das Cranberry Gneis genannt wird. Dieses Gestein wurde vor über einer Milliarde Jahren durch Meeresablagerungen gebildet und gehört zu den ältesten in den USA. Ein anderes metamorphisches Gestein, Roan Gneis, wurde vor ungefähr 800 Millionen Jahren geformt. Ein magmatisches Gestein namens Beech Granit, das auch häufig im Roan Mountain vorkommt, wird auf 700 Millionen Jahre geschätzt. Die Berge selbst wurden zwischen 200 und 400 Millionen Jahren während der Alleghenischen Orogenese geformt, als die nordamerikanische und afrikanische Kontinentalplatten kollidierten und das Gestein hochdrückten.

## Geschichte

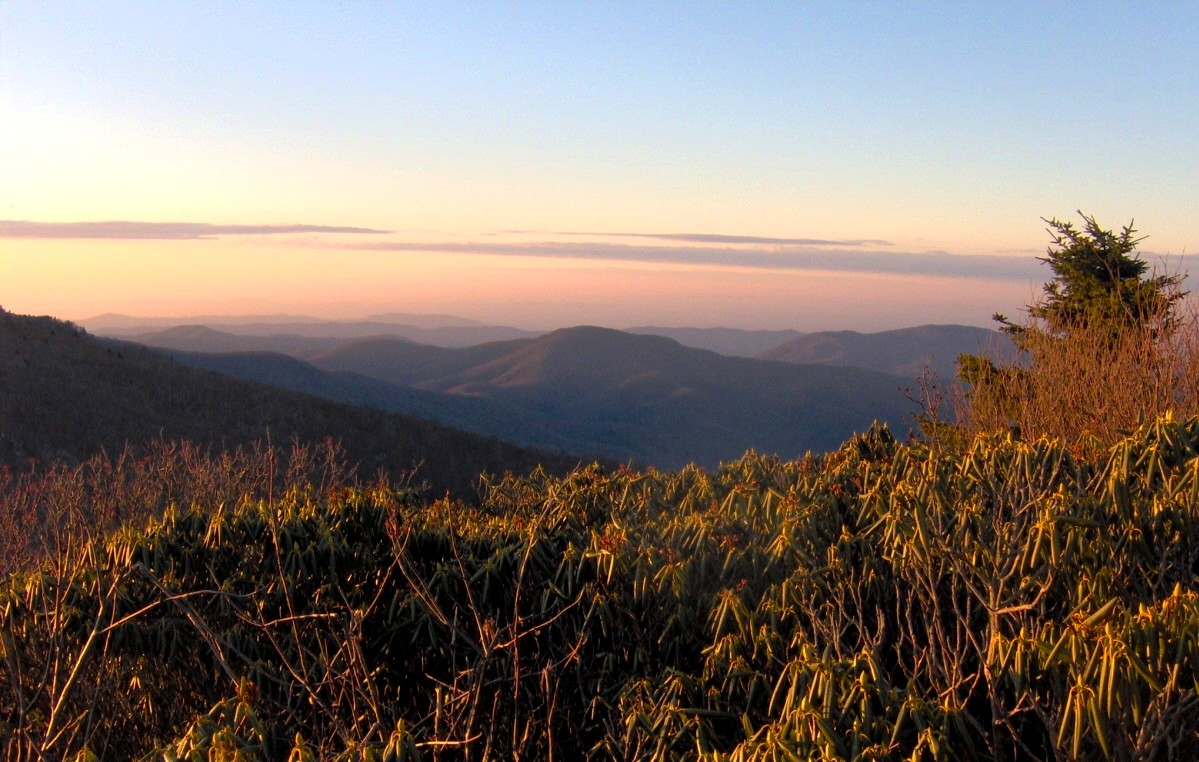
Der Blick nach Norden von Jane Bald.

Die ersten Besucher auf Roan Mountain waren Indianer. Eine Catawba-Legende erzählt von einer großen Schlacht mit den Cherokee auf dem Berg, die den Rhododendron blutrot gefärbt und Teile des Berges baumlos zurückgelassen habe. Obwohl nicht nachprüfbar ist, ob diese Schlacht wirklich stattgefunden hat, wurden schon einige indianische Siedlungen am Fuße des Berges gefunden. Außerdem befand sich die Cherokee-Siedlung Old Fields in der Nähe des heutigen Elizabethton, Tennessee.
Während des 18. und 19. Jahrhunderts wurde die Gegend häufig von Botanikern besucht, um Pflanzen zu sammeln. Unter ihnen befand sich John Bartram, der das Roan-Hochland in den späten 1730ern durchquerte, während er den botanischen Aufbau der heutigen südöstlichen USA untersuchte. Andre Micheaux folgte 1794 und entdeckte einige alpine Arten, die außerhalb New Englands und Kanada selten zu finden sind. Im Jahre 1799 erkundete John Fraser Roan Mountain und sammelte Rhododendron-Arten. Außerdem beschrieb er die Fraser-Tanne, die jetzt seinen Namen trägt. Andere frühe Forscher waren z. B. Elisha Mitchell, nach dem Mount Mitchell benannt ist, und Asa Gray, ein Botaniker aus Harvard.

### Amerikanischer Unabhängigkeitskrieg

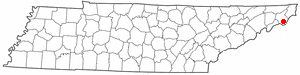
Lage von Roan Mountain in Tennessee

Im Jahre 1780, in der Mitte des Amerikanischen Unabhängigkeitskriegs, eröffnete der britische General Charles Cornwallis seine Invasion der südlichen Kolonien mit der Einnahme von Charleston, South Carolina und einem Sieg über amerikanische Truppen bei Camden. Da South Carolina sicher schien, marschierte Cornwallis nach Norden auf Charlotte, North Carolina zu. Während des Marsches schickte Cornwallis eine Gruppe Loyalisten unter dem Kommando von Major Patrick Ferguson, um das westliche Carolina zu überfallen. Um sich Fergusons Truppen zu widersetzen, versammelten sich eine Gruppe Grenzbewohner aus dem Gebirge, das heute das östliche Tennessee bildet, am Fort Watauga, das sich im heutigen Elizabethton befindet. Diese zusammengewürfelte Gruppe von Grenzbewohnern – bekannt als die Overmountain Men – überquerten das Roan-Hochland auf ihrem Weg auf die andere Seite der Blue Ridge Mountains, wo sie mit Fergusons Männern in der Schlacht am Kings Mountain kämpften und diese besiegten. Während die meisten der Männer nach Hause zurückkehrten, wandten sich einige Overmountain Men nach Süden, um sich mit Daniel Morgans Truppen zu vereinen und gemeinsam den amerikanischen Sieg bei Cowpens im Jahre 1781 zu erkämpfen.
Vor der Revolution wurde kaum Schießpulver in den USA hergestellt. Während der Kolonialzeit kam der Großteil des Schießpulvers aus England. Im Oktober 1777 bannte das britische Parlament den Export von Schießpulver in die rebellischen Kolonien. Um die Overmountain Men zu versorgen, stellten Mary Patton und ihr Ehemann 500 Pfund Schwarzpulver in ihrer Gap Creek Powder Mill im heutigen Elizabethton her. In der ersten Nacht ihres Marsch von Sycamore Shoals verstauten die Overmountain Men das Schwarzpulver der Pattons in einer trockenen Höhle mit dem Namen Shelving Rock, um es vor dem Regen zu schützen. Shelving Rock befindet sich an der Landstraße TN-143 nur ein kleines Stück außerhalb des Roan Mountain State Parks.

### Erz- und Holzgewinnung
Bergbau könnte schon im späten 16. Jahrhundert in der Sink Hole Mine stattgefunden haben, möglicherweise von frühen spanischen Erkundern unter dem Befehl von Juan Pardo.
Eine lokale Indianerlegende, die von „weißen Männern auf Maultieren, die aus dem Süden kamen während des Sommers und ein weißes Metall mitnahmen“ berichtet, könnte eine Verbindung mit der Theorie von früher europäischer Präsenz haben.
Im Jahre 1826, suchten Josh, Ben und Jake Perkins – drei Brüder aus Crab Orachard, Tennessee, die möglicherweise vor einem Haftbefehl flohen – Amerikanischen Ginseng auf der North Carolina Seite von Roan Mountain, als ihnen Eisenerzablagerungen in der Nähe von Cranberry Creek auffielen. Dies führte zur Entdeckung eines massiven Eisenerzstifts, Cranberry Vein genannt, und der Einrichtung der Cranberry Mine, die für fast ein Jahrhundert Erz abbaute, bis sie auf Grund der Großen Depression gezwungen wurde zu schließen.
Im späten 19. Jahrhundert boomte die Holzindustrie, größtenteils wegen der Erfindung der Kettensäge und der Holzeisenbahn. Als die Wälder im Flachland abgeholzt waren, zogen die Holzfäller weiter in bergigere Gebiete. Auf Roan Mountain wurde eine Dampfmaschine in der Senke (die auch heute noch „Engine Gap“ heißt) zwischen Round Bald und Jane Bald aufgebaut, um das Holz, das auf der Tennessee Seite gefällt wurde, zu den Sägewerken auf der North Carolina Seite zu befördern. Eine große Baumstammrinne wurde zwischen Burbank (in der Nähe von Hughes Gap) und dem Dorf von Roan Mountain gebaut. Erosion durch ausschweifende Abholzung wird eine Rolle bei der schweren Flut, die einen Großteil der Gegend in 1901 zerstörte, zugeschrieben.

### Das Cloudland Hotel
Seit Mitte des 19. Jahrhunderts besuchten Touristen Roan Mountain. Im Jahre 1857 beschrieben zwei Besucher ihren Besuch in einem Artikel für den New Harper’s Weekly:
Der Blick in alle Richtungen ist durch nicht begrenzt, außer durch die Krümmung der Erde und die Verschwommenheit der Atmosphäre. Auf den ersten Blick sieht es so aus, als ob man auf einen riesigen blauen Ozean schaut, dessen ungeheuerliche Brandung, einst hüpfend und springend in wildem Chaos, plötzlich von einer höheren Macht gestoppt wurde.
Ohne Zweifel brachten solche Erlebnisse auch den ehemaligen Bürgerkriegsgeneral und Bergbaumagnat John T. Wilder dazu, 1877 eine 20-Zimmer-Fichtenholzhütte auf Roan Mountain zu bauen. Die Hütte wurde im Bereich vom heutigen Tollhouse Gap gebaut, zwischen Roan High Knob und Roan High Bluff.
Da sich schnell herausstellte, wie wertvoll Roan Mountain als Sommerzufluchtsort vor dem heißen, schwülen Flachland und den überfüllten Städten war, begann Wilder in den frühen 1880er Jahren mit dem Bau eines viel größeren Hotels an der Spitze Roan Mountains. Um Materialien zu der Baustelle transportieren zu können (und um nach der Fertigstellung das Hotel versorgen zu können), baute Wilder eine Straße über Carver's Gap. Er baute außerdem ein Haus und das Roan Mountain Inn im heutigen Dorf Roan Mountain in Tennessee. Das Cloudland Hotel, wie es genannt wurde, wurde im Jahre 1885 fertiggestellt. Das Hotel befand sich wenige hundert Meter von der Fichtenholzhütte entfernt, die ihm vorausging.

## Zugang

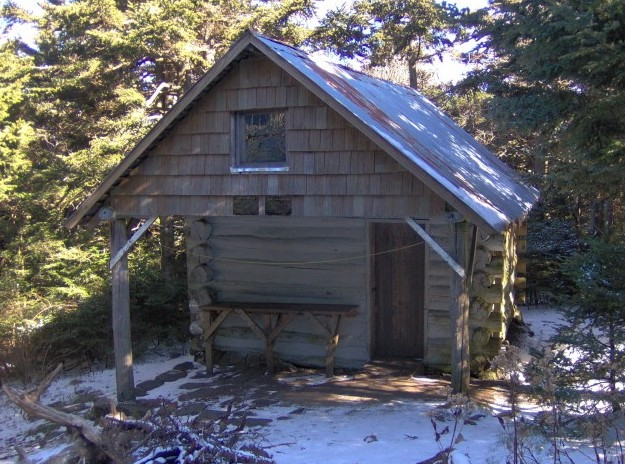
Die Roan High Knob-Schutzhütte

Die State Route TN-143/NC-261, die die Dörfer Roan Mountain in Tennessee und Bakersville, North Carolina verbindet, verläuft über den Nordosthang und überquert den Berg an Carver's Gap. Der Appalachian Trail, der im 90°-Winkel zur Straße verläuft, ist von einem kleinen Parkplatz an Carver's Gap aus zugängig. Im Osten (auf der anderen Straßenseite des Parkplatzes) verläuft der Appalachian Trail über Round Bald und setzt sich dann über Grassy Ridge fort. Im Westen schwenkt der Pfad um Roan High Knob und trifft nach etwa einer Meile auf Tollhouse Gap, wo er sich nach Norden wendet.
Eine asphaltierte Straße, die Carver's Gap mit Tollhouse Gap verbindet, überquert die Südseite von Roan High Knob. Die Straße, die im Winter geschlossen ist, führt zum Ausgangspunkt des Cloudland Trails, der die Rhododendron-Gärten durchquert und dann den Westhang des Roan High Bluffs bis zur Aussichtsplattform am Gipfel erklimmt. Der Pfad ist ein bisschen länger als eine Meile.
In der Roan High Knob-Schutzhütte in der Nähe des Gipfels von Roan High Knob können 15 Wanderer unterkommen. Die Schutzhütte wird unterhalten vom Tennessee Eastman Hiking and Canoeing Club.